# Trung tâm Mây
Trung tâm Mây hay Mây Productions là một trung tâm sản xuất và phát hành chương trình ca vũ nhạc kịch tổng hợp (đại nhạc hội) nổi tiếng ở Hoa Kỳ thập niên 1990. Sản phẩm tiêu biểu nhất của trung tâm là chương trình Hollywood Night và các album của ca sĩ Ngọc Lan.

### Danh sách các nghệ sĩ tham gia biểu diễn
1. Nam Lộc
2. Nguyễn Cao Kỳ Duyên
3. Ngọc Lan
4. Thái Châu
5. Lynda Trang Đài
6. Sơn Tuyền
7. Trà Mi
8. Trịnh Nam Sơn
9. Hương Lan
10. Ý Lan
11. Thúy Vi
12. Chế Linh
13. Như Mai
14. Văn Chung
15. Ngọc Nuôi
16. Minh Thành
17. Trần Quang
18. Phương Dung
19. Đức Huy
20. Kiều Nga
21. Đài Trang
22. Thái Hiền
23. Kim Tuyền
24. Lynn
25. Mỹ Huyền
26. Diễm Liên
27. Vũ Khanh
28. Ý Nhi
29. Xuân Phát
30. Mai Lệ Huyền
31. Hoàng Thi Thơ
32. Thanh Thúy
33. Tuấn Vũ
34. Thanh Tuyền
35. Quốc Bảo
36. Thủy Tiên
37. Tâm Uyên
38. Mai Phương
39. Thanh Vân
40. Quốc Dương
41. Nhật Trường
42. Phương Hồng Quế
43. Ngọc Anh
44. Giáng Ngọc
45. Zaza Minh Thảo
46. Vô Thường
47. Công Thành
48. Thái Tài
49. Elvis Công
50. Quốc Anh
51. Tuấn Đạt
52. Tuấn Ngọc
53. Bích Thuần
54. Trần Thiện
55. Vân Sơn
56. Bảo Liêm
57. Hương Thơ
58. Jenny Trang
59. Sơn Ca
60. Nguyễn Từ Hưng
61. Trâm Lê
62. Yến Mai
63. Thanh Lan
64. Ngọc Bích
65. Mai Phi Long
66. Tôn Nhất Huy Anh
67. Huỳnh Ngọc Uyên
68. Nguyễn Quỳnh Châu
69. Ngọc Minh
70. Phượng Thúy
71. Philip Huy
72. Minh Phúc
73. Lobo
74. Từ Công Phụng
75. Lucia Kim Chi
76. Tara Thu
77. Mai Vy
78. Băng Châu
79. Thúy Hằng
80. Hoài Nam
81. Trần Huy Cường
82. Hoài Linh
83. Tuấn Hải
84. Tú Quyên
85. Hằng Nga
86. Uyên Chi
87. Mai Linh
88. Phi Nhung
89. Kim Anh
90. Diamond Bích Ngọc
91. Duy Quang
92. Ngọc Dung
93. Trúc Thanh
94. Thanh Nhàn
95. Phương Vy
96. Margaret Yang
97. The Tranz
98. Bruce Long
99. Joseph Hiếu
100. Quyên Di
101. Phi Phi
102. Mạnh Đình
103. Khánh Ly
104. Steven Mai
105. Trizzie Phương Trinh
106. Ryan Trương
107. Hanson Trương
108. Hoàng Thi
109. Thảo My
110. Thanh Hà
111. Phương Thảo
112. Chí Tâm
113. Trần Hoàn
114. TNT (Anh Tài, Hồng Nhân, Hoàn Trần)
115. Giao Linh
116. Văn Đắc Nguyên
117. Thiên Trang
118. Bích Hà
119. Anh Dung
120. Lam Dung
121. Tuan Chau
122. Hoai Truc Linh
123. Tuy Hong
124. Hoang Cam
125. Kim Xuyen Lan
126. Cheri Bui Phuong Uyen
127. Kimberly Thanh Truc
128. Angela Tram Anh
129. Hoai Truc Ling

## Lịch sử hình thành

### Thành lập
Năm 1983, nhạc sĩ Anh Bằng và người cháu ruột Trần Thăng hợp tác mở trung tâm sản xuất và phát hành băng nhạc Dạ Lan có trụ sở tại Garden Grove, California. Đến năm 1988, giữa lúc đang trên đỉnh thành công thì nhạc sĩ Anh Bằng tách ra thành lập Trung tâm Asia.
Năm 1990, Trần Thăng cho phát hành 2 cuốn video giới thiệu tiếng hát của ca sĩ Ngọc Lan. Sau thành công không ngờ, ông quyết định thực hiện chương trình đại nhạc hội trên sân khấu với thành phần là nhiều ca sĩ, nhạc sĩ hải ngoại nổi tiếng cùng các khách mời đặc biệt mang tên Hollywood Night. Điểm độc đáo của chương trình là sự đa dạng tiết mục và thiết lập bối cảnh sân khấu khác nhau cho từng bài hát. Người dẫn chương trình cũng thay đổi theo từng chương trình, không cố định.
Ba chương trình Hollywood Night đầu tiên được quay trong một khán phòng nhỏ tại Berkeley, California. Bốn chương trình tiếp theo (5, 6, 7, 8) được quay ở các studio khác nhau. Chương trình thứ 9 quay ở khách sạn và sòng bài The Trump Taj Mahal ở Thành phố Atlantic, New Jersey (bây giờ là khách sạn và sòng bài Hard Rock). Kể từ chương trình này, Hollywood Night được thu hình trực tiếp.
Nhiều ca sĩ, nhạc sĩ trẻ nhờ hợp tác với Mây Productions mà thành danh như Ngọc Lan, Nguyễn Cao Kỳ Duyên, Trịnh Nam Sơn, Văn Đắc Nguyên, nhóm Ngũ Long Công Chúa (Lynda Trang Đài, Giáng Ngọc, Ngọc Anh, Thúy Vi, Zaza Minh Thảo),  Diễm Liên, Trà Mi, Đài Trang, Mỹ Huyền, Thúy Hằng, Băng Tâm,...
Tùy theo thể loại nhạc, hòa âm các bài hát trong chương trình sẽ do Thanh Lâm, Trúc Hồ, Thành Lưu, Trần Trịnh, Trầm Tử Thiêng, Chí Tài, Duy Cường... đảm trách thực hiện.
| “                                           | Mây Productions là cơ sở sản xuất, phát hành băng nhạc với sự cộng tác của một nhóm nhạc sĩ và kĩ sư âm thanh trẻ tốt nghiệp tại các đại học danh tiếng tại Hoa Kỳ: Thanh Lâm - Trúc Hồ - Trần Đăng - Đinh Hoàng - Trần Huy ... Với lòng hăng say phục vụ nghệ thuật bắng những khả năng chuyên môn và sự sáng tạo không ngừng của tuổi trẻ, Mây Productions hy vọng sẽ đem lại một luồng gió mới cho nền âm nhạc Việt Nam như sự mong mỏi của khán thính giả khắp nơi. | ” |
| — Trích từ booklet CD Ngọc Lan 4: Tình Xanh | |   |

Chương trình Hollywood Night cũng có điều thú vị là thường xuất hiện các khách mời đặc biệt:
- Lobo (ca sĩ)
- Elvis Công (Ảo thuật gia)
- Quốc Dương (Vận động viên thể dục dụng cụ chuyên nghiệp)
- Ngọc Nuôi, Văn Chung, Xuân Phát (Diễn viên hài kịch nổi tiếng trước 1975)
- Vân Sơn & Bảo Liêm (song tấu hài hước)
- Joseph Hiếu (Đạo diễn và Diễn viên)
- Trần Quang (Diễn viên trước 1975)

### Phá sản
Sang đầu thế kỷ 21, chi phí sản xuất một chương trình đại nhạc hội ngày càng cao, có thể lên tới cả triệu đô-la cho một chương trình. Song song đó, tình trạng sang băng đĩa lậu lại diễn ra tràn lan khiến các trung tâm sản xuất và phát hành băng đĩa nhạc hải ngoại nói chung  lâm vào cảnh khó khăn.
Ngày 25 tháng 1 năm 2000, Trầm Tử Thiêng ‒ người điều phối nội dung chương trình và tuyển chọn ca sĩ cho Hollywood Night qua đời.
Ngày 6 tháng 3 năm 2001, Ngọc Lan ‒ một trong những ca sĩ trụ cột của trung tâm cũng qua đời do bạo bệnh.
Năm 2001, sau mười năm hoạt động thành công, Giám đốc sản xuất Trần Thăng tuyên bố phá sản do nạn băng lậu.
Sản phẩm cuối cùng mà Trung tâm Mây phát hành là bộ DVD Karaoke Như Là Kỷ Niệm và 3 CD Ngọc Lan và Những Ca Khúc Vĩnh Biệt, trong đó tổng hợp toàn bộ những bài hát mà Ngọc Lan đã trình diễn trên sân khấu Hollywood Night.

### Tái lập
Năm 2003, Trần Thăng tái lập lại trung tâm, mời nhạc sĩ Nhật Ngân làm giám đốc âm nhạc cho chương trình và lấy tên mới là Trung tâm Dạ Lan. Trung tâm Dạ Lan đã sản xuất được 2 cuốn DVD rồi ngừng hoạt động cho đến nay. Ca sĩ Băng Tâm lần đầu tiên trình diễn trên sân khấu trung tâm Dạ Lan, sau đó được Trung tâm Asia mời hợp tác.
- CD Thúy Hằng 7: Hoa Mẫu Đơn (2003)
- Triệu Đóa Hồng Cho Người Phụ Nữ Việt Nam (2003)
- Cuộc Khổ Nạn Của Người Việt Nam (2004)

Năm 2024, Trung tâm Mây phối hợp với nghệ sĩ hài Hoài Tâm tổ chức gameshow đầu tiên cho người Việt hải ngoại mang tên The Next Comedians (Thách thức danh hài phiên bản hải ngoại) phát sóng trên YouTube Hoài Tâm Official

## Sản phẩm

### Hollywood Night 1
Thực hiện năm 1992. Dẫn chương trình là Nam Lộc và Nguyễn Cao Kỳ Duyên.
| Mặt A 1. Mưa trên biển vắng (Je Ne Pourrais Jamais T'oublier) (Nhật Ngân & Emil Dimitrov) — Ngọc Lan 2. Ai về sông Tương (Thông Đạt) — Thái Châu 3. Heartbreak (John Wilson) — Lynda Trang Đài 4. Đêm buồn tình lẻ (Bằng Giang & Tú Nhi) — Sơn Tuyền 5. Em đẹp nhất đêm nay (La plus belle pour aller danser) (Phạm Duy & Georges Garvarentz) — Trà Mi 6. Lệ hoang (Trịnh Nam Sơn) — Trịnh Nam Sơn | Mặt B 1. Khi mình xa nhau (Lê Dinh & Anh Bằng) — Hương Lan 2. Sa mạc tình yêu (Ai no shinkirou) (Khúc Lan & Mayumi Itsuwa) — Ý Lan 3. Heartbreak hotel (Mae Boren Axton, Tommy Durden, Elvis Presley) — Thúy Vi 4. Giọt lệ sầu (Lam Phương) — Chế Linh 5. Từ giọng hát em (Ngô Thụy Miên) — Như Mai 6. Hài kịch Út Khờ hỏi vợ — Văn Chung, Ngọc Nuôi, Minh Thành |

### Hollywood Night 2
Thực hiện năm 1992. Dẫn chương trình là Trần Quang và Nguyễn Cao Kỳ Duyên.
| Mặt A 1. Và con tim đã vui trở lại (Đức Huy) — Ngọc Lan 2. LK Donna Summer: Tình hồng (Hot stuff) & Bad girls (Quang Nhật, Pete Bellotte, Harold Faltermeyer, Keith Forsey, Donna Summer, Bruce Sudano, Edward "Eddie" Hokenson, Joe "Bean" Esposito) — Lynda Trang Đài 3. Quỳnh hương (Trịnh Công Sơn) — Ý Lan 4. Nếu ta đừng quen nhau (Huỳnh Anh) — Thái Châu 5. Hãy đến với nhau (Joe le taxi) (Nhật Ngân, Franck Langolff, Étienne Roda-Gil) — Ngọc Lan 6. Sầu cố đô (Duy Khánh) — Phương Dung | Mặt B 1. Sao vẫn còn mưa rơi (Đức Huy) — Đức Huy (MV) 2. Không bao giờ quên (La premiere nuit d'amour) (LV: không rõ, Gilles Brown, Roland Kent LaVoie) — Kiều Nga 3. Hãy lên xe này (Jump in my car) (LV: không rõ, Ted Mulry, Les Hall) — Đài Trang 4. Mai lỡ hai mình xa nhau (Tú Nhi) — Chế Linh 5. Tháng sáu trời mưa (Hoàng Thanh Tâm) — Thái Hiền 6. Hài kịch Vợ chồng Tư Ếch đám cưới — Văn Chung, Kim Tuyền, Minh Thành |

### Hollywood Night 3
Thực hiện năm 1992. Dẫn chương trình là Trần Quang và Nguyễn Cao Kỳ Duyên.
| Mặt A 1. Duyên tình (Y Vân & Xuân Tiên) — Lynn 2. Mùa hè năm ấy (LV: Nhật Ngân) — Ngọc Lan 3. Niềm nhớ (Trịnh Nam Sơn) — Trịnh Nam Sơn 4. Mừng khúc nhạc vui (LV: Quang Nhật) — Lynda Trang Đài 5. Tình yêu trả lại trăng sao (Lê Dinh) — Mỹ Huyền 6. Tuyệt tình (Đỗ Lễ) — Ý Lan | Mặt B 1. Tình đau — Trà Mi 2. Tình khúc tháng sáu (Ngô Thụy Miên) — Diễm Liên 3. Đêm Tokyo (Tokyo by night) (Nam Lộc, Binhvu Quoc, Adamschairer, Ginatielman, Peter Bernhardherrmann) — Đài Trang 4. Yêu (Trần Thiện Thanh) — Vũ Khanh (MV) 5. Bao giờ gặp lại nhau — Ý Nhi 6. Hài kịch Đêm Giáng Sinh nhớ đời — Mai Lệ Huyền, Văn Chung, Xuân Phát, Minh Thành |

### Hollywood Night 4
Thực hiện năm 1993. Dẫn chương trình là Hoàng Thi Thơ và Nguyễn Cao Kỳ Duyên.
| Mặt A 1. Ngày vui năm ấy (Magic boul'vard) (Ngọc Lan & Jean-marie Moreau) — Ngọc Lan 2. Move this - Lynda Trang Đài 3. Con tim thật thà (Trịnh Nam Sơn) — Trịnh Nam Sơn 4. Cô đơn (Nguyễn Ánh 9) — Như Mai 5. Dù anh vô tư — Trà Mi 6. Tiếng còi trong sương đêm (Lê Trực) — Thanh Thúy 7. Anh đến thăm em một chiều mưa (Tô Vũ) — Ý Lan | Mặt B 1. Nhật ký đời tôi (Thanh Sơn) — Tuấn Vũ 2. Có nghe đời nghiêng (Trịnh Công Sơn) — Diễm Liên 3. Trở về bến mơ (Ngọc Bích) — Thái Châu 4. Sương lạnh chiều đông (Mạnh Phát) — Thanh Tuyền 5. Venus — Đài Trang 6. Hài kịch Thăm chồng — Mai Lệ Huyền, Văn Chung, Minh Thành |

### Hollywood Night 5: Từ Hành Tinh Lạ
Thực hiện năm 1993. Dẫn chương trình là Quốc Bảo, Thủy Tiên, Tâm Uyên, Mai Phương.
| . Mặt A 1. Anh thì không (Toi jamais (Vũ Xuân Hùng & Michel Mallory) — Ngọc Lan, Kiều Nga 2. Mịt mù nỗi nhớ — Thúy Vi 3. Những đồi hoa sim (Dzũng Chinh) — Tuấn Vũ 4. Rhythm is a dancer & Twilight zone — Lynda Trang Đài 5. Bài không tên số 2 (Vũ Thành An) — Ý Lan 6. Tình cuối xót xa (Trần Quảng Nam) — Thanh Vân 7. Tình đầu tình cuối (Trần Thiện Thanh) — Ngọc Lan 8. Những màn xiếc độc đáo — Quốc Dương | Mặt B 1. Tưởng rằng đã quên (Trịnh Công Sơn) — Kiều Nga 2. Red hot — Đài Trang 3. Mùa đông của anh (Trần Thiện Thanh) — Nhật Trường 4. Tôi với trời bơ vơ (Tùng Giang) — Diễm Liên 5. Người ngoài phố (Anh Việt Thu) — Phương Hồng Quế 6. Niềm vui (Trịnh Nam Sơn) — Trịnh Nam Sơn 7. Dân ca ba miền — Trà Mi 8. Lý qua đèo/Lý quạ kêu/Lý cây đa — Trà Mi |

### Hollywood Night 6: The Loving Boat
Thực hiện năm 1993. Dẫn chương trình là Nam Lộc và Nguyễn Cao Kỳ Duyên.
| Mặt A 1. Liên khúc Hollywood Night (Búp bê không tình yêu/Locomotion/Sầu đông/Stupid Cupid/Lipstick on your collar/Hollywood Night) — Ngọc Anh, Thúy Vi, Giáng Ngọc, Lynda Trang Đài, Zaza Minh Thảo 2. Hoa biển (Anh Thy) — Nhật Trường 3. Tôi ru em ngủ (Trịnh Công Sơn) — Diễm Liên 4. I'll always love you — Lynda Trang Đài 5. Cánh buồm xa xưa — Vô Thường 6. Mây lang thang (LV Nam Lộc) — Công Thành, Lynn 7. Let"s twist again (Kal Mann & Dave Appell) — Thái Tài 8. Chiều một mình qua phố (Trịnh Công Sơn) — Ngọc Lan 9. Ảo thuật quốc tế — Elvis Công | Mặt B 1. Tiếng dân chài (Phạm Đình Chương) — Như Mai, Công Thành, Quốc Anh, Tuấn Đạt 2. Hãy yêu như chưa yêu lần nào (Lê Hựu Hà) — Tuấn Ngọc 3. Unchain my heart (Robert Sharp Jr. & Teddy Powell) — Đài Trang 4. Giọt nước mắt ngà (Ngô Thụy Miên) — Bích Thuần 5. Độc diễn hài hước — Trần Thiện 6. Thung lũng hồng (Phạm Mạnh Cương) — Ý Lan 7. Phút đầu tiên (Hoàng Thi Thơ) — Tuấn Vũ, Mỹ Huyền 8. Một góc đời (Trịnh Nam Sơn) - Thanh Vân 9. Dân ca ba miền (Ngồi tựa song đào/Lý tình tang/Lý ngựa ô) — Trà Mi |

### Hollywood Night 7: The Airport
Thực hiện năm 1993. Dẫn chương trình là Nam Lộc và Nguyễn Cao Kỳ Duyên.
| Mặt A 1. Liên khúc Cha cha — Lynda Trang Đài, Giáng Ngọc, Thúy Vi, Ngọc Anh, Zaza Minh Thảo 2. Tuyết trắng (Trần Thiện Thanh) — Nhật Trường 3. Ngôi sao cô đơn — Diễm Liên 4. Đố ai (Phạm Duy) — Trà Mi 5. Express yourself — Lynda Trang Đài 6. Ngỡ ngàng — Tuấn Đạt 7. Trên đỉnh mùa đông (Trần Thiện Thanh) — Bích Thuần 8. Chuyến tàu hoàng hôn (Minh Kỳ & Hoài Linh) — Tuấn Vũ | 1. Mặt B 2. Xin thời gian ngừng trôi (LV Nhật Ngân) — Ngọc Lan 3. Tiếng hò miền Nam (Phạm Duy) — Công Thành, Quốc Anh, Tuấn Đạt, Mỹ Huyền 4. Dancing all night — Đài Trang 5. Thoáng mây bay (Đức Huy) — Thúy Vi 6. Tấu hài Liên khúc chiều mưa — Vân Sơn, Bảo Liêm 7. Giọt mưa trên lá (Phạm Duy) — Trịnh Nam Sơn, Thanh Vân 8. What is love — Thái Tài 9. Ngẫu nhiên (Trịnh Công Sơn) — Ý Lan |

### Hollywood Night 8: The Water Fall
Thực hiện năm 1993. Dẫn chương trình là Nam Lộc và Nguyễn Cao Kỳ Duyên.
| Mặt A 1. Tình xuân — Đài Trang 2. Em đã thấy mùa xuân chưa (Quốc Dũng) — Tuấn Ngọc 3. Ngẫu hứng ru con (Bảo Phúc) — Hương Lan 4. Liên khúc Dream (Dream/Woman in love/Unchained melody/Take my breath away/Stand by me) — Lynda Trang Đài, Thúy Vi, Hương Thơ, Gìáng Ngọc, Ngọc Anh 5. Một đời yêu em (Trần Thiện Thanh) — Nhật Trường 6. Duyên quê (Hoàng Thi Thơ) — Trà Mi 7. Tình ca người đi biển (Trường Hải) — Quốc Anh 8. Nỗi niềm (Tuấn Khanh) — Diễm Liên | Mặt B 1. Kiếp con lai — Jenny Trang 2. Lời yêu thương (LV Đức Huy) — Ý Lan 3. Hạnh phúc lang thang (Trần Ngọc Sơn) — Bích Thuần 4. Send me an angel — Lynda Trang Đài 5. Về dưới mái nhà (Xuân Tiên) — Tuấn Vũ, Mỹ Huyền 6. Winter world of love — Kỳ Duyên 7. Lối về xóm nhỏ (Trịnh Hưng) — Công Thành, Sơn Ca, Quốc Anh, Tuấn Đạt 8. Hài kịch Hội xuân — Club O'Noodles |

### Hollywood Night 9: In Atlantic City
Thực hiện năm 1994. Dẫn chương trình là Hùng Nguyễn và Trâm Lê.
| Mặt A 1. Và con tim đã vui trở lại (Đức Huy) Mùa hè vô tận (LV Thanh Lan) — Lynda Trang Đài, Giáng Ngọc, Thúy Vi, Ngọc Anh, Yến Mai 2. Buồn (Y Vân) — Ngọc Lan 3. Về đây nghe em (Trần Quang Lộc) — Thái Châu 4. Only with you — Lynda Trang Đài 5. Nhạc tình đêm mưa — Thanh Lan 6. Tình nghèo (Phạm Duy) — Công Thành, Lynn 7. Tím cả rừng chiều (Thu Hồ) — Mỹ Huyền 8. Từ dạo xa em (Trần Thiện Thanh) — Nhật Trường 9. Tous les garcons et les filles — Trà Mi | Mặt B 1. Power of love — Ngọc Bích 2. Yêu em chiều thu (Trịnh Nam Sơn) — Trịnh Nam Sơn 3. Tình đau tháng hạ — Kiều Nga 4. Ai nói yêu em đêm nay (Trần Thiện Thanh) — Bích Thuần 5. You're a woman — Thái Tài 6. Khi tình bay xa (Trịnh Nam Sơn) — Thanh Vân 7. Chiều trên phá Tam Giang (Trần Thiện Thanh) — Nhật Trường, Thanh Lan 8. Kịch Chồng bé vợ già — Mai Phi Long, Tôn Nhất Huy Anh, Huỳnh Ngọc Uyên, Nguyễn Quỳnh Châu |

### Hollywood Night 10: At Knott's Berry Farm Good Time Theater
Thực hiện năm 1994. Dẫn chương trình là Ngọc Minh, Nam Lộc, Vân Sơn, Bảo Liêm.
| Mặt A 1. The sign/California dreamin — Phượng Thúy, Lynda Trang Đài, Giáng Ngọc, Thúy Vi, Ngọc Anh 2. Cỏ úa (Lam Phương) — Thái Châu 3. Trái tim ngục tù (Đức Huy) — Ngọc Lan 4. Without you — Philip Huy 5. Hận tình (Anh Bằng) — Tuấn Vũ, Thanh Tuyền 6. Madonna Medley — Lynda Trang Đài 7. Cơn mưa trong đời (LV Khúc Lan) — Thanh Lan 8. Ly cà phê cuối cùng (Minh Kỳ & Thế Vinh) — Tuấn Đạt, Công Thành, Minh Phúc 9. Chiếc lá cuối cùng (Tuấn Khanh) — Thanh Vân | Mặt B 1. How can I tell her (Lobo) — Lobo 2. Giọt nắng hồng (Ngô Thụy Miên) — Bích Thuần 3. Hoa học trò (Anh Bằng) — Nhật Trường 4. Ngày tân hôn (LV Phạm Duy) — Trà Mi 5. Hương thầm (Vũ Hoàng) — Thanh Tuyền 6. I will always love you — Ngọc Bích 7. Chiều Tây Đô (Lam Phương) — Tuấn Vũ 8. Sayonara — Thúy Vi 9. It's just a dream — Trịnh Nam Sơn 10. Trên đỉnh mùa đông (Trần Thiện Thanh) — Nhật Trường, Thanh Lan |

### Hollywood Night 11: In San Diego
Thực hiện năm 1994. Dẫn chương trình là Từ Công Phụng và Ngọc Minh.
| Mặt A 1. Liên khúc Dancing all night/Sealed with a kiss/All my loving/Kiss me honey honey/Never on Sunday/Kiss me goodbye — Lynda Trang Đài, Giáng Ngọc, Thúy Vi, Ngọc Anh, Hương Thơ 2. Lá diêu bông (Trần Tiến) — Mỹ Huyền, Thái Châu 3. Hai vì sao lạc (Anh Việt Thu) — Nhật Trường 4. Sweet dreams — Lynda Trang Đài 5. Hoang vu (Ngọc Sơn) — Chế Linh 6. Tình yêu và nỗi nhớ — Thanh Vân 7. Please forgive me — Philip Huy 8. Góa phụ ngây thơ (Trần Thiện Thanh) — Nhật Trường, Thanh Lan 9. Xin còn gọi tên nhau (Trường Sa) — Tuấn Ngọc 10. Chúa Hài Đồng (Greensleeves) (Dân ca Anh & Lời Việt: Trần Đinh Hoàng) — Ngọc Lan | Mặt B 1. I'd love you to want me — Lobo 2. Gọi tên bốn mùa (Trịnh Công Sơn) — Bích Thuần 3. Please don't go — Thái Tài 4. Đời không như là mơ (Trầm Tử Thiêng) — Thanh Lan 5. Hero — Ngọc Bích 6. Dân ca ba miền — Trà Mi 7. Người tình ta yêu — Lucia Kim Chi, Tuấn Đạt 8. Còn thương rau đắng mọc sau hè (Bắc Sơn) — Tuấn Vũ 9. Please release me — Thúy Vi 10. Bài thánh ca buồn (Nguyễn Vũ) — Thái Châu |

### Hollywood Night 12: In San Jose
Thực hiện năm 1995. Dẫn chương trình là Nam Lộc và Nguyễn Cao Kỳ Duyên.
| Mặt A 1. Liên khúc Cánh bướm vườn xuân/Khúc nhạc mừng xuân/Bức tranh xuân/Xuân yêu thương/Người tình Nam Mỹ — Lynda Trang Đài, Giáng Ngọc, Thúy Vi, Ngọc Anh, Hương Thơ 2. Hạnh phúc nơi nào (LV Nhật Ngân) — Ngọc Lan 3. Ngẫu hứng lý qua cầu (Trần Tiến) — Tuấn Vũ 4. Secret — Lynda Trang Đài 5. Mùa xuân của mẹ (Trịnh Lâm Ngân) — Chế Linh 6. Có nhớ đêm nào (Khánh Băng) — Công Thành, Lynn 7. Still loving you — Ngọc Bích 8. Tình bơ vơ (Lam Phương) — Tuấn Vũ, Mỹ Huyền 9. Mắt thu (Ngô Thụy Miên) — Bích Thuần 10. Don't expect me to be your friend — Lobo | Mặt B 1. Chuyện hợp tan (Quốc Dũng) — Thanh Tuyền 2. Because I love you — Philip Huy 3. Xóm đêm (Phạm Đình Chương) — Mỹ Huyền 4. No ordinary love — Thúy Vi 5. Một lần nào cho tôi gặp lại em (Vũ Thành An) — Thái Châu 6. Ánh trăng tan (Anh Bằng) — Thanh Vân 7. Cho người tình xa (Nguyễn Ánh 9) — Kỳ Duyên 8. Đoạn cuối tình yêu (Tú Nhi) — Thanh Tuyền, Chế Linh 9. One moment in time — Trà Mi 10. Đám cưới đầu xuân (Trần Thiện Thanh) — Nhật Trường |

### Hollywood Night 13: In Seattle / Người Tình Mùa Đông
Thực hiện năm 1996. Dẫn chương trình là Nam Lộc và Nguyễn Cao Kỳ Duyên.
| Mặt A 1. Danger — Lynda Trang Đài 2. Người tình mùa đông (LV Anh Bằng) — Bích Thuần 3. Hotel California — Philip Huy 4. Con đường xưa em đi (Châu Kỳ & Hồ Đình Phương) — Mỹ Huyền, Thái Châu 5. All that she wants — Hương Thơ, Giáng Ngọc, Tara Thu, Thúy Vi, Ngọc Anh 6. Tóc mai sợi vắn sợi dài (Phạm Duy) — Thanh Lan 7. Em về kẻo trời mưa (Ngân Giang) — Tuấn Vũ 8. Yêu anh lần đầu (LV Nam Lộc) — Ngọc Lan 9. Tấu hài — Minh Thành, Bảo Liêm 10. Things can only get better — Thái Tài | Mặt B 1. Nắng hạ (Nguyễn Trung Cang) — Ý Lan 2. Ân tình mong manh (Ngọc Trọng) — Thanh Vân 3. I don't wanna cry — Ngọc Bích 4. Ru nửa vầng trăng (Huy Phương) — Thanh Tuyền 5. Sukiyaki — Hương Thơ, Giáng Ngọc, Tara Thu, Thúy Vi, Ngọc Anh 6. Mười năm yêu em (Trầm Tử Thiêng) — Chế Linh 7. Hạ trắng (Trịnh Công Sơn) — Kỳ Duyên 8. Xé thư tình (Trương Hoàng Xuân) — Thái Châu 9. Liên khúc Rumba — Thanh Vân, Bích Thuần, Mỹ Huyền 10. It sure took a long time — Lobo 11. Chiếc áo bà ba (Trần Thiện Thanh) — Tuấn Vũ, Thanh Tuyền |

### Hollywood Night 14: In San Diego Concourse and Civic Center / Người Tình Mùa Hạ
Thực hiện năm 1996. Dẫn chương trình là Nam Lộc, Mai Vy, Băng Châu.
| Mặt A 1. Colors of the wind (LV Khúc Lan) — Thúy Hằng 2. Em vẫn cần anh (Ngọc Trọng) — Ngọc Lan 3. Cuộc tình bể dâu (Trịnh Lâm Ngân) — Hoài Nam 4. Mưa Ngâu (Thanh Tùng) — Ý Lan 5. YMCA — Yến Mai, Phượng Thúy, Ngọc Anh, Thúy Vi, Zaza Minh Thảo 6. Anh biết em đi chẳng trở về (Anh Bằng) — Tuấn Vũ 7. Người tình mùa hạ (Trầm Tử Thiêng) — Bích Thuần 8. Trăng rụng xuống cầu (Hoàng Thi Thơ) — Hoài Nam, Thanh Tuyền 9. Have you ever really loved a woman — Trần Huy Cường 10. Hài kịch — Vân Sơn, Hoài Linh | Mặt B 1. I feel The earth move — Thái Tài 2. Độc Huyền (Trần Trịnh) — Hương Lan 3. I'll be there — Tuấn Hải, Ngọc Bích 4. Tàn tro (LV Khúc Lan) — Thanh Vân 5. Con gái (Tô Thanh Tùng) — Yến Mai, Phượng Thúy, Ngọc Anh, Thúy Vi, Zaza Minh Thảo 6. Giòng sông (Trịnh Nam Sơn) — Trịnh Nam Sơn 7. Ánh đèn mầu (LV Thanh Lan) — Thanh Lan 8. Hát cho tình yêu đầu (LV Nam Lộc) — Tuấn Hải 9. The eye of the tiger (LV Giáng Ngọc) — Thúy Vi 10. Biển động (Hoàng Cầm, Nguyên Chi) — Thái Châu 11. Nhớ (Trịnh Nam Sơn) — Ngọc Lan, Trịnh Nam Sơn |

### Hollywood Night 15: In Long Beach / Mười Năm Áo Tím
Thực hiện năm 1997. Dẫn chương trình là Nam Lộc và Băng Châu.
| Mặt A 1. Ta yêu nhau (Ngọc Trọng) — Ngọc Lan 2. Mười năm áo tím (Nguyên Anh) — Thúy Hằng 3. Sweet dreams — Thúy Vi, Tú Quyên, Hương Thơ, Yến Mai, Hằng Nga 4. Nhớ về một mùa xuân (Trần Trịnh) — Chế Linh 5. Áo hoa (Trần Quang Lộc) — Thanh Tuyền 6. That's why you go away (LV Ngọc Trọng) — Trần Huy Cường 7. Thà làm hạt mưa bay (Thanh Tùng) — Ý Lan 8. Rock around the clock — Tuấn Hải 9. Hài kịch — Bảo Liêm, Uyên Chi | Mặt B 1. Cô bé u sầu (Nguyễn Ngọc Thiện) — Mai Linh 2. Sông quê (Đinh Trầm Ca) — Phi Nhung, Thái Châu 3. Giấc mơ tự do (LV Khúc Lan) — Thúy Hằng 4. Gởi gió cho mây ngàn bay (Đoàn Chuẩn & Từ Linh) — Hương Thơ, Thúy Vi, Như Mai, Nhật Trường 5. Từ khi xa anh (Ngọc Trọng) — Bích Thuần 6. Tôi muốn /Yêu đời yêu người (Lê Hựu Hà) — Thanh Lan 7. Tôi đưa em sang sông (Y Vũ & Nhật Ngân) — Thúy Vi, Tú Quyên, Hương Thơ, Yến Mai, Hằng Nga 8. Biển khơi niềm nhớ (LV Trầm Tử Thiêng) — Kim Anh 9. Where do you go — Thái Tài 10. Một đời áo mẹ áo em (Trầm Tử Thiêng) — Hợp ca |

### Hollywood Night 16: Lưu Vong Khúc Của Người Việt Nam
Thu hình trực tiếp tại hí viện Meydenbauer ở Bellevue, Washington năm 1997. Dẫn chương trình là Băng Châu và Diamond Bích Ngọc.
| Mặt A 1. Hoa đào thương nhớ (Song Ngọc) — Bích Thuần 2. Chuyện tình cô lái đò bến Hạ (Hoàng Thi Thơ) — Thúy Hằng 3. Cõi buồn (Anh Bằng) — Duy Quang 4. Liên khúc Disco (I will survive/Last dance/On the radio/If I can't have you/Everlasting love) — Zaza Minh Thảo, Ngọc Dung, Thúy Vi, Ngọc Anh, Phượng Thúy 5. Thôi anh hãy về (Nguyễn Ngọc Thiện) — Ý Lan 6. Tình ca muôn thuở — Tú Quyên, Tuấn Hải 7. Hoàng hôn màu tím (Thể Hiển) — Phi Nhung 8. Have I told you lately — Trần Huy Cường 9. Tình xanh — Mai Linh 10. Cho em quên tuổi ngọc (Lam Phương) — Ngọc Lan 11. Hài kịch — Bảo Liêm, Trúc Thanh, Thanh Nhàn | Mặt B 1. Lưu vong khúc của người Việt Nam (Trầm Tử Thiêng) — Thúy Hằng 2. Tâm sự đời tôi (Thanh Hằng) — Tuấn Vũ 3. Don't speak — Phương Vy 4. Ảo mộng tình yêu — Margaret Yang, The Tranz 5. Love is a stranger — Thúy Vi, Zaza Minh Thảo, Bruce Long 6. Cánh cò dòng sông (Hàn Châu) —Thanh Tuyền 7. Nửa đời yêu thương — Tuấn Hải 8. Nhạc cảnh Cành hoa trắng (Phạm Duy) — Thanh Lan, Joseph Hiếu 9. Heart breaker — Thái Tài 10. Hãy vui lên khi lòng còn biết buồn (Trầm Tử Thiêng) — Hợp ca |

### Hollywood Night 17: Những Ngày Xưa Thân Ái
Thu hình trực tiếp tại rạp Queen Elizabeth ở Vancouver, năm 1998. Dẫn chương trình là Diamond Bích Ngọc và Quyên Di.
| Mặt A 1. Tình hè rực nắng — Mai Linh, Phi Phi, Bích Thuần 2. Dạt dào nỗi nhớ — Mạnh Đình 3. Tình buồn trong mưa (Nhật Ngân) — Thúy Hằng 4. Những ngày xưa thân ái (Phạm Thế Mỹ) — Thái Châu, Phi Nhung 5. Call Me — Mai Linh 6. Bên kia sông (Nguyễn Đức Quang) — Đức Huy 7. Khúc buồn tình (Ngô Thụy Miên) — Khánh Ly 8. Đi về đâu — Tuấn Hải 9. Lollipop (Candyman) (Aqua, Peter Hartmann, Jan Langhoff) — Steven Mai, Trizzie Phương Trinh 10. Luân vũ ngày mưa — Ngọc Lan 11. Hài kịch — Uyên Chi, Bảo Liêm | Mặt B 1. Frozen — Ryan Trương, Hanson Trương 2. Cánh hoa trong gió — Bích Thuần 3. Tình đầu trôi đi không trở lại (Hoàng Thi) — Hoàng Thi 4. Năm 17 tuổi (Linh Ngân) — Phi Nhung 5. Beauty and the beast — Phi Phi, Thái Tài 6. You're still the one — Trần Huy Cường 7. Trái tim trong lòng đại dương — Thảo Mi 8. Thì thầm mùa xuân (Ngọc Châu) — Ý Lan 9. Trường xưa lối về — Thái Châu 10. Ủ hương — Thúy Hằng 11. Quê nhà còn giông bão — Hợp ca |

### Hollywood Night 18: Điệp Khúc Mùa Xuân
Thu hình trực tiếp tại hí viện Meydenbauer ở Bellevue, Washington năm 1999. Dẫn chương trình là Quyên Di.
| Mặt A 1. Cô gái xuân thì — Mai Linh 2. Đám cưới đầu xuân (Trần Thiện Thanh) — Mạnh Đình 3. Đoản ca xuân (Thanh Sơn) — Phi Nhung, Thanh Hà, Phương Thảo 4. Xuân này con không về (Trịnh Lâm Ngân) — Thúy Hằng 5. Sớ táo quân — Văn Chung, Chí Tâm, Trần Hoàn 6. Nhớ một mùa xuân — Bích Thuần 7. Như một loài hoa — Thái Châu 8. Mùa hoa anh đào (Thanh Sơn) — Thanh Hà 9. Chuỗi ngày cô đơn — Tam ca TNT Anh Tài, Hồng Nhân, Hoàn Trần 10. Valentine — Hoàng Thi | Mặt B 1. Chúc xuân — Phương Thảo 2. Xuân quê hương xuân lạc xứ (Tú Nhi) — Chế Linh 3. Điệp khúc mùa xuân (Quốc Dũng) — Mai Linh, Tuấn Hải, Phi Phi, Hoàng Thi 4. Tuổi xuân con gái (Trịnh Lâm Ngân) — Phi Nhung 5. Tình xuân (Lê Đức Long) — Trần Huy Cường 6. Câu chuyện đầu năm (Hoài An) — Giao Linh 7. Em còn nhớ mùa xuân (Ngô Thụy Miên) — Tuấn Hải 8. Giấc mộng đêm xuân — Phi Phi 9. Xuân về trên xứ lạnh— Văn Đắc Nguyên 10. Hơi thở mùa xuân (Dương Thụ) — Ý Lan |

### Hollywood Night 19: Những Nẻo Đường Việt Nam
Thu hình trực tiếp tại hí viện Meydenbauer ở Bellevue, Washington năm 1999. Dẫn chương trình là Quyên Di và Băng Châu.
| Mặt A 1. LK Một mẹ trăm con (Phạm Duy) Lý cây đa/Lý tình tang/Lý Chim quyên/Những nẻo đường Việt Nam Chế Linh, Ý Lan, Thiên Trang, Giao Linh 2. Căn nhà ngoại ô (Anh Bằng) — Thúy Hằng 3. Có phải em mùa thu Hà Nội (Trần Quang Lộc) — Ý Lan 4. Con gái Bắc (Hoàng Thi) — Hoàng Thi 5. Hỏi Huế có thường không (Trầm Tử Thiêng) — Thiên Trang 6. Việt Nam như đóa hoa xinh (Hoàng Thi Thơ) — Hoàng Thi, Phương Thảo, Bích Thuần, Mai Linh, Tuấn Hải 7. Mong em còn ngày mai (Đinh Trầm Ca) — Phi Nhung 8. Gặp em (Mai Anh Việt) — Vũ Khanh 9. Khi xa Sài Gòn (Lê Uyên Phương) — Bích Hà 10. Trở về làng (Trầm Tử Thiêng) — Hợp ca | Mặt B - Bi Trường Kịch Lá Sầu Riêng - Phi Nhung, Anh Dung, Lam Dung, Tuan Chau, Hoai Truc Linh, Tuy Hong, Hoang Cam, Kim Xuyen Lan, Cheri Bui Phuong Uyen, Kimberly Thanh Truc |

### Hollywood Night 20: Lóng Lánh Tình Yêu
Thu hình trực tiếp tại hí viện Meydenbauer ở Bellevue, Washington năm 1999. Dẫn chương trình là Băng Châu và Quyên Di.
| Mặt A 1. My all (Khúc Lan) — Ryan Trương, Hanson Trương 2. Hư ảo (Khúc Lan) — Ngọc Lan 3. Thương em (Văn Đắc Nguyên) — Mạnh Đình 4. Sầu dĩ vãng (Khúc Lan) — Thúy Hằng 5. November Rain — Trần Huy Cường 6. Lá sầu riêng (Hoàng Cầm,Nguyên Chi) — Phi Nhung 7. Tình thôi xót xa (Bảo Chấn) — Tuấn Hải 8. Một ngày mùa đông (Bảo Chấn) — Thanh Hà 9. Cha tôi (Văn Đắc Nguyên) — Văn Đắc Nguyên 10. Tainted love — Mai Linh 11. Hài kịch Nụ cười Titanic — Bảo Liêm, Uyên Chi | Mặt B - Bi Trường Kịch Lá Sầu Riêng - Thanh Lan, Tuy Hong, Ạnh Dung, Tram Anh, Cheri Bui Phuong Uyen, Lam Dung, Tuan Chau, Hoai Truc Ling |

### Special
- Bi trường kịch Lồng Đèn Đỏ
- Bi trường kịch Lá Sầu Riêng

### Album Ngọc Lan
- Ngọc Lan 4 - Tình Xanh (1988)
- Ngọc Lan 5 - Tình Gần (1989)
- Ngọc Lan 6 - Tình khúc Cho Anh (1989)
- Ngọc Lan 7 - Mãi Mãi Yêu Anh (1990)
- Ngọc Lan 8 - Yêu Dấu Khôn Nguôi (1991)
- Ngọc Lan 9 - Tình Xưa (1992)
- Ngọc Lan 10 - Hạnh Phúc Nơi Nào (1992)
- Ngọc Lan - Mặt Trời Bên Kia Mùa Hạ (1991)
- Ngọc Lan - Như là Kỷ Niệm Và Những Ca Khúc Vĩnh Biệt (2001) (3 CDs)
- Ngọc Lan & Kiều Nga - Paris Vẫn Đợi (1989)
- Ngọc Lan & Trịnh Nam Sơn - Chờ Nhau Kiếp Nào (1991)
- Ngọc Lan & Tuấn Ngọc - Tôi Với Người Đã Quên (1993)
- Ngọc Lan & Nhật Trường - Chân Trời Tím (1993)

### CD và Cassette
- Trần Huy Cường - Lệ Sầu Vẫn Rơi
- Ngũ Long Công Chúa - California Dreaming
- Nhật Trường & Thanh Lan - Chiều Trên Phá Tam Giang (1995)
- Hoài Nam - Cuộc Tình Bể Dâu (1996)
- Bích Thuần - Mùa Thu Yêu Anh
- Bích Thuần - Từ Khi Xa Anh
- Phillip Huy - Still Loving You
- Phillip Huy - Without You
- Phi Nhung - Hoàng Hôn Màu Tím (1998)
- Phi Nhung - Năm 17 Tuổi (2000)
- Diễm Liên 1 Từ Thuở Yêu Anh
- Diễm Liên 2 Vì sao Cô Đơn
- Thúy Hằng 1 Mười Năm Áo Tím (1997)
- Thúy Hằng 2 Mùa Thu Nhớ Ai (1997)
- Thúy Hằng 3 Tình Thiên Thu (1998)
- Thúy Hằng 4 Tình Buồn Trong Mưa (1998)
- Thúy Hằng 5 Giờ Này Anh Ở Đâu (1999)
- Thúy Hằng 6 Tình Xót Xa (2000)
- Ý Lan & Thái Châu & Thanh Vân - Khi Tình Bay Xa
- Nhiều ca sĩ - Tình khúc Phạm Đình Chương (Đợi chờ) (1995)
- Nhiều ca sĩ - Tình khúc Lam Phương (Tình Nồng) (1995)
- Nhiều ca sĩ - 20 Năm Trần Trịnh - Lệ đá (1996)
- Nhiều ca sĩ - Hát Cho Tình Yêu Đầu (1996)
- Nhiều ca sĩ - Liên khúc Tuổi Trẻ (1996)
- Nhiều ca sĩ - Sông Quê (1997)
- Nhiều ca sĩ - Cánh Hoa Trong Gió (1998)
- Nhiều ca sĩ - Chuyện Tình Cô Lái Đò Bến Hạ (1998)
- Nhiều ca sĩ - Những Ngày Xưa Thân Ái (1998)
- Nhiều ca sĩ - Tình khúc Nguyễn Tất Nhiên, Hoàng Thi Tình Đầu Trôi Đi Không Trở Lại (1998)
- Nhiều ca sĩ - Đóa Hồng Tình Yêu (Valentine) (1999)
- Nhiều ca sĩ - Liên khúc Hè Muộn (1998)
- Nhiều ca sĩ - Lửa Bolsa (1999)
- Nhiều ca sĩ - Mong Em Còn Ngày Mai (1999)